# Wollerau
Wollerau é uma comuna da Suíça, no Cantão Schwyz, com cerca de 6 816 habitantes. Estende-se por uma área de 6,50 km², de densidade populacional de 1 049 hab/km². Confina com as seguintes comunas: Feusisberg, Freienbach, Hütten (ZH), Richterswil (ZH).
A língua oficial nesta comuna é o alemão.